# Ріенці (Міссісіпі)
Ріенці (англ. Rienzi) — місто (англ. town) в США, в окрузі Алкорн штату Міссісіпі. Населення — 281 особа (2020).

## Географія
Ріенці розташоване за координатами 34°45′48″ пн. ш. 88°32′2″ зх. д. / 34.76333° пн. ш. 88.53389° зх. д. (34.763317, -88.533973).  За даними Бюро перепису населення США в 2010 році місто мало площу 2,57 км², уся площа — суходіл.

## Демографія
Згідно з переписом 2010 року, у місті мешкало 317 осіб у 127 домогосподарствах у складі 95 родин. Густота населення становила 124 особи/км².  Було 151 помешкання (59/км²).
Расовий склад населення:
| - 72,2 % — білих - 27,1 % — чорних або афроамериканців |

До двох чи більше рас належало 0,6 %. Частка іспаномовних становила 0,0 % від усіх жителів.
За віковим діапазоном населення розподілялося таким чином: 22,1 % — особи молодші 18 років, 61,8 % — особи у віці 18—64 років, 16,1 % — особи у віці 65 років та старші. Медіана віку мешканця становила 41,2 року. На 100 осіб жіночої статі у місті припадало 92,1 чоловіків;  на 100 жінок у віці від 18 років та старших — 93,0 чоловіків також старших 18 років.
Середній дохід на одне домашнє господарство  становив 37 689 доларів США (медіана — 27 813), а середній дохід на одну сім'ю — 47 045 доларів (медіана — 45 655). Медіана доходів становила 31 071 долар для чоловіків та 27 250 доларів для жінок. За межею бідності перебувало 7,9 % осіб, у тому числі 4,1 % дітей у віці до 18 років та 13,1 % осіб у віці 65 років та старших.
Цивільне працевлаштоване населення становило 116 осіб. Основні галузі зайнятості: виробництво — 33,6 %, освіта, охорона здоров'я та соціальна допомога — 31,9 %, роздрібна торгівля — 12,9 %, сільське господарство, лісництво, риболовля — 7,8 %.